# Cosca
La palabra cosca (plural cosche en italiano y coschi en siciliano) es un término siciliano que se refiere a todo tipo de planta – tales como el alcaucil o el cardo – cuyas hojas apretadas y pinchudas simbolizan las estrechas relaciones entre los miembros de la Mafia. Se usa con frecuencia como sinónimo de clan o familia mafiosa.